# Louis Dézé
Pour les articles homonymes, voir Dézé.
Louis François Étienne Dézé, né à Paris (ancien 8e arrondissement) le 13 décembre 1857, et mort à Sèvres le 10 octobre 1930,, est un sellier, libraire et relieur français.

## Biographie
Louis Dézé est un relieur spécialisé dans les œuvres en cuir repoussé, reliures modelées et teintées. Ses réalisations sont présentes dans les bibliothèques de quelques bibliophiles, tels Octave Uzanne. 
Il a travaillé avec son fils, Paul Louis Dézé (1887-1946), aussi libraire et restaurateur de livres.

## Collections
- Bibliothèque nationale de France
- Bibliothèque du Patrimoine de Clermont Auvergne Métropole

## Galerie

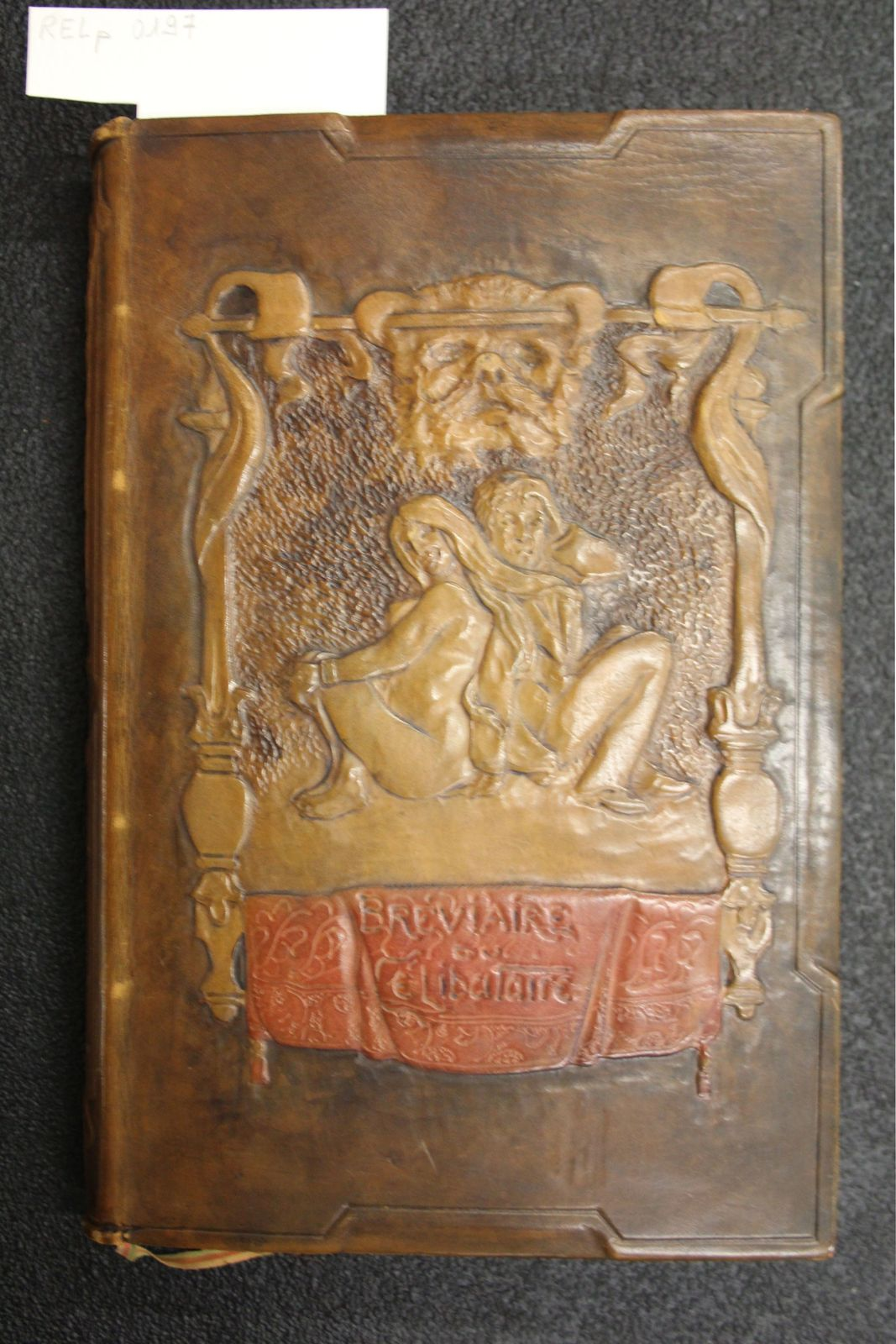
Le Paroissien du Célibataire, Observations Physiologiques et Morales sur l’état du Célibat, illustré par Albert Lynch. Paris, Ancienne Maison Quantin, May & Motteroz, 1890